# Linum nelsonii
Linum nelsonii là một loài thực vật có hoa trong họ Linaceae. Loài này được Rose mô tả khoa học đầu tiên năm 1906.